# Presbistus infumatus
Presbistus infumatus är en insektsart som först beskrevs av Toussaint de Charpentier 1845.  Presbistus infumatus ingår i släktet Presbistus och familjen Aschiphasmatidae. Inga underarter finns listade i Catalogue of Life.